# Àlef
La ʾālp és la primera lletra de molts abjads (alfabets) semítics, incloent-hi ʾalp 𐤀 en fenici, ʔālap ܐ en siríac, àlif ا en àrab, àlef א en hebreu i ʔälf አ en amhàric.
L'àlef està present en Unicode com a U+05D0 א letter alef.
En fonètica àlef originàriament representava el so /ʔ/. En hebreu israelià modern aquest so no es pronuncia, tot i que de vegades la lletra ayn (ע) és pronunciada com a /ʔ/, per exemple en el nom de la cançó מָעוֹז צוּר, Māʕōz Sˤūr, que es pronuncia Maʔoz Tsur.

Originalment en la llengua fenícia aquest so /ʔ/ estava present, però en idioma neopúnic aquest fonema deixà de pronunciar-se i aquesta lletra s'utilitzà com a mater lectionis per indicar qualsevol vocal, especialment [o] i [a].

## Origen
El nom àlef deriva de la paraula semítica occidental per dir ‘bou’. La lletra fenícia 𐤀 (ʾalp) deriva d'un dels jeroglífics egipcis que representa el cap d'un bou.
La lletra fenícia ʾalp 𐤀 va donar lloc a l'alfa grega (Α), A llatina i А ciríl·lica.
| egipci | protosinaític | fenici |
| ------ | ------------- | ------ |
| 𓃾      |               | 𐤀      |

## Alfabet àrab
En alfabet àrab, la lletra fenícia 𐤀 va esdevenir la lletra àlif (àrab: ألف, alif ['ʔalif]). És la primera lletra de l'alfabet àrab (també primera i amb valor d'1 en l'ordre abjadí). És una lletra lunar. Prové, per via dels alfabets nabateu i arameu, de la lletra fenícia ʾalp.
| fenici | arameu | siríac | nabateu | àrab |
| ------ | ------ | ------ | ------- | ---- |
| 𐤀      | 𐡀      | ܐ      |         | ﺍ    |

Representava el so vocàlic /aː/ o bé la parada glotal /ʔ/. Això va suposar molts errors ortogràfics, cosa que va fer que aquest segon ús s'assignés a una nova lletra: l'hamza (ء), passant a fer l'àlif les funcions de suport d'aquesta última i d'altres signes.
En la notació matemàtica moderna, té la mateixa utilitat que la {\displaystyle a} a Occident.
Hi ha paraules en àrab que es pronuncien amb /a/ llarga, però a les que no s'escriu l'àlif. En aquestes paraules es pot usar com ajuda a la lectura una àlif petita posada com a diacrític.
| Aïllada | Final | Medial | Inicial |
| ا       | ـا    | ـاـ    | اـ      |

L'àlif, a diferència de la majoria de lletres de l'alfabet àrab, no es lliga a la següent lletra de la paraula, d'aquí que la forma inicial coincideixi amb l'aïllada. De la mateixa manera, les formes medial i final coincideixen per ser una lletra que permet la lligadura amb la lletra precedent (sempre que aquesta no sigui dal, dhal, ra, zay o waw, que són les altres lletres que igual que l'àlif, mai no es lliguen a la lletra posterior).
Quan l'àlif es lliga amb una lam precedent, forma l'únic dígraf obligatori de l'alfabet àrab: لا, lām-alif:
| Aïllada | Final | Medial | Inicial |
| لا      | ـلا   | ـلاـ   | لاـ     |

Observeu que, com l'àlif, el dígraf no es lliga amb la lletra següent.

### Representació, transcripció i transliteració
A la Viquipèdia existeix una proposta de directriu, vegeu-la per a les diferents maneres de transcriure i transliterar àlif.
A l'alfabet de xat àrab i al SATTS, àlif es transcriu com a A.
A la representació Unicode, àlif ocupa el punt U+0627 amb el nom ARABIC LETTER ALEF.
A la codificació ISO 8859-6, el punt 0xc7.
Com a entitat HTML, es codifica com a &#1575;

## Alfabet hebreu
En hebreu s'escriu com a א, nom complet en hebreu és אָלֶף i transcrit com Aleph o Àlef.
| Variants | Variants   | Variants |
| Quadrada | Manuscrita | Raixí    |
| -------- | ---------- | -------- |
| א        | Manuscrita | Raixí    |

La lletra א o àlef és la primera lletra de l'alfabet hebreu. També pren el valor numèric d'un. Prové, per via de l'alfabet arameu de la lletra fenícia ʾalp.

### En la tradició jueva
Com a una de les tres lletres "mares" l'àlef simbolitza l'aire. En relació amb el seu valor numèric, l'àlef també és un símbol de Déu en referència al monoteisme (Déu és únic com l'àlef és l'u). A més a més, hi ha diversos noms per a designar Déu que tenen l'àlef com a lletra inicial (Adonai אדוניי, Elohim אלוהים, ...). El nom del primer home (Adam אדם) i el del primer patriarca (Abraham אברהם) també s'escriuen amb una àlef inicial. L'àlef simbolitza doncs el principi, el naixement de tota cosa. És en escriure la paraula אמת ("veritat", paraula amb àlef inicial) al front del gòlem que se'l va portar a la vida. Quan se li va esborrar l'àlef, només quedaren les dues últimes lletres que formen la paraula מת, que significa "mort", llavors, el gòlem va morir-se.

### En matemàtiques
En matemàtiques {\displaystyle \aleph } representa els diferents tipus d'infinits; {\displaystyle \aleph _{0}} (àlef zero) representa el cardinal del conjunt dels nombres naturals {\displaystyle ||\mathbb {N} ||}, {\displaystyle \aleph _{1}} representa el cardinal immediatament superior a {\displaystyle \aleph _{0}} que, si es dona la hipòtesi del continu, coincideix amb la cardinalitat del conjunt dels nombres reals {\displaystyle ||\mathbb {R} ||}.

### En literatura
A causa del caràcter místic de l'alefbet, la seva primera lletra va donar nom a l'àlef, el mític punt en què convergeixen tots els punts de l'univers, en l'obra de Jorge Luis Borges.

## Alfabet siríac
| Madnḫaya | Serṭo | Esṭrangela | Unicode |
| -------- | ----- | ---------- | ------- |
|          |       |            | ܐ       |
| Alap     | Olaf  | Alap       | ʔĀlap   |

En alfabet siríac, la primera lletra és ܐ (en siríac clàssic: ܐܵܠܲܦ - ʔālap). El valor numèric de la ʔālap és 1. Prové, per via de l'alfabet arameu de la lletra fenícia ʾalp.

### Fonètica
El so principal d'aquesta lletra és /ʔ/, tot i que actualment no representa cap so. De vegades aquesta lletra també es fa servir per representar el so /a/. Si la ʔālap no té cap suport vocàlic al mig o al final del mot, no es pronuncia. Algunes paraules que comencen amb i o o no necessiten la seva ajuda.

## Alfabet amhàric
En alfabet amhàric aquesta lletra es diu አልፍ (ʔälf). És la tretzena lletra de l'alfabet amhàric. Té el valor numèric d'1 en guematria, tot i que, per escriure el nombre 1 es fa servir el símbol copte ፩, que no té correspondència en amhàric. Prové, per via de l'alfabet sud-aràbic del jeroglífic egipci F1.
| F1 | ʔAlef | ʔÄlf |
| -- | ----- | ---- |
| 𓃾  | 𐩱     | አ    |

Representa el so /ʔ/ o bé la parada glotal.

### Ús
L'alfabet amhàric és una abugida on cada símbol correspon a una combinació vocal + consonant, és a dir, hi ha un símbol bàsic al qual s'afegeixen símbols per marcar la vocal. Les modificacions de la lletra አ (ʔälf) són les següents:
| ʔä [ʔə] | ʔu | ʔi | ʔa | ʔe | ʔə [ʔɨ], ∅ | ʔo | ʔʷa |
| ------- | -- | -- | -- | -- | ---------- | -- | --- |
| አ       | ኡ  | ኢ  | ኣ  | ኤ  | እ          | ኦ  | ኧ   |

## Jeroglífic egipci
El jeroglífic egipci de "voltor" (Gardiner G1), de vegades és pronunciat com a [a] també es coneix com a àlef, per raons que tradicionalment s'ha pres per representar una parada glotal, encara que alguns suggeriments recents tendeixen cap al so ɹ. Aquest fonema comunament és transcrit per un símbol compost per dos mitjans anells Ꜣ i ꜣ. Una representació alternativa per aquest fonema és el nombre 3 o el caràcter ȝ.

## En altres alfabets
| Arameu     | Siríac  | Samarità | Ugarític | Fenici |
| ---------- | ------- | -------- | -------- | ------ |
| 𐡀          | ܐ       | ࠀ        | 𐎀        | 𐤀      |
| Sud-aràbic | Amhàric | Àrab     | Hebreu   |        |
| 𐩱          | አ       | ا        | א        |        |